# وارطان بارسامیان
وارطان آرامی بارسامیان (ارمنی: Վարդան Արամի Պարսամյան؛  زادهٔ ۱۵ اکتبر ۱۹۰۹ - درگذشته ۱ اکتبر ۱۹۹۰) تاریخ‌نگار اهل ارمنستان بود.

## زندگی‌نامه
وی در ۱۵ اکتبر ۱۹۰۹ در روستای آرزاکان به دنیا آمد و از دانشگاه دولتی ایروان فارغ‌التحصیل گشت. همچنین برندهٔ جوایزی همچون نشان پرچم سرخ کار، دانشمند شایسته ارمنستان شوروی (۱۹۶۱)، مدال خاچاطور آبوویان  شده است. وی در ۱ اکتبر ۱۹۹۰ در سن ۸۰ سالگی در آرزاکان درگذشت.

## یادداشت
1. ↑  Մանյա Արմենակի Շահպարոնյան
2. ↑  Արմեն Վարդանի Պարսամյան
3. ↑  Արամ Պարսամի Մկրտչյան
4. ↑  Վերգինե Հովհաննիսյան
5. ↑  Վահագն Արամի Պարսամյան, Կարլեն Արամի Պարսամյան, Լյուդվիգ Արամի Պարսամյան
6. ↑  Նորա Արամի Պարսամյան
7. ↑  Խ. Աբովյանի մեդալ